# Réseau Alliance

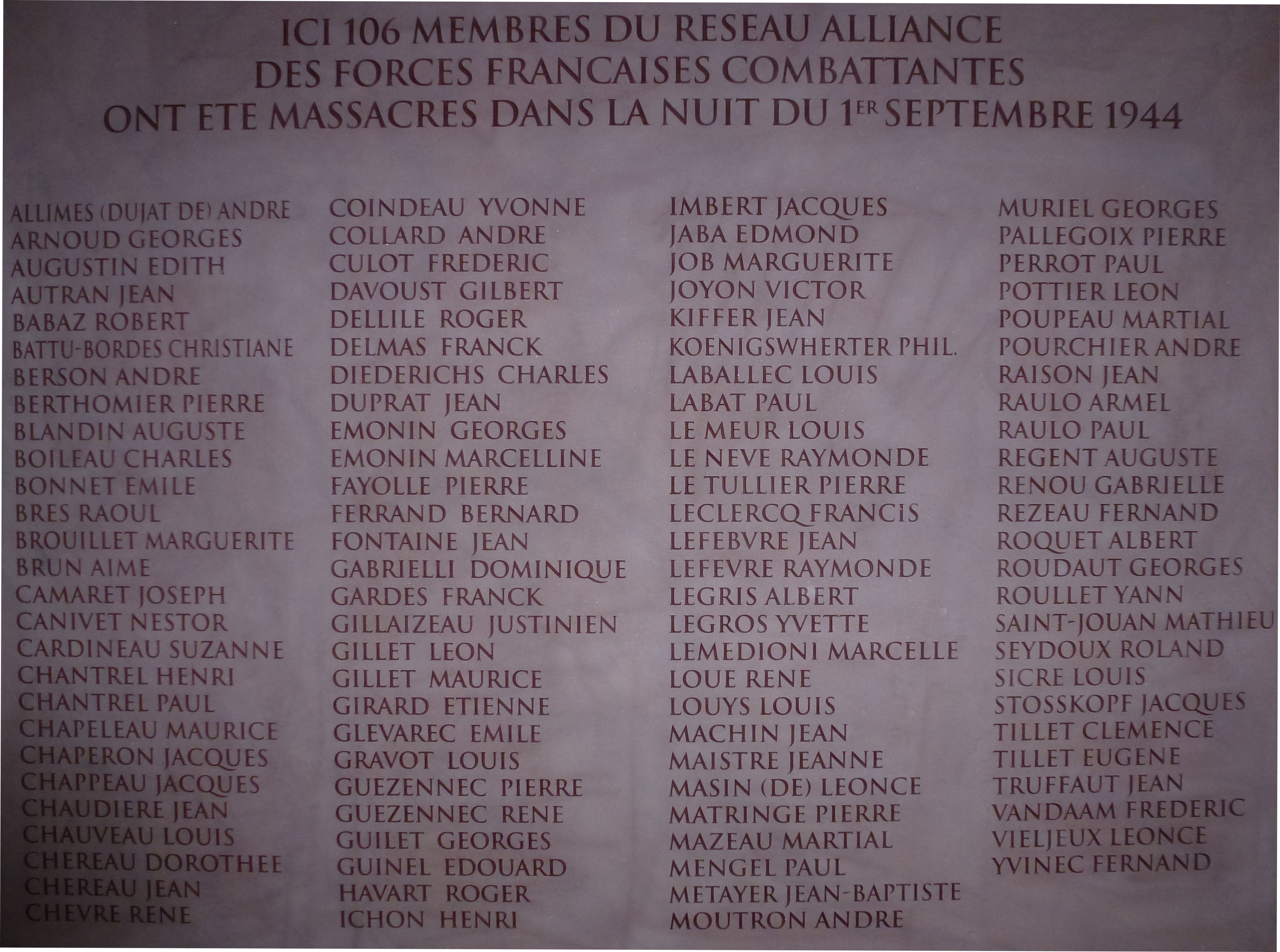
Neue Gedenkplakette im Krematorium des KZ Natzweiler-Struthof für 106 dort hingerichtete Mitglieder der Alliance

Die Réseau Alliance (wörtlich: „Netz der Allianz“, auch nur L’Alliance, nach der Bezeichnung durch die Abwehr auch Arche Noah) war eine rechte Gruppe der französischen Résistance, die in Zusammenarbeit mit dem britischen Secret Intelligence Service im besetzten Frankreich Spionage betrieb. Gründer und führende Mitglieder der Allianz stammten aus ultranationalistischen Kreisen um die Gruppe Cagoule und standen anfangs dem Vichy-Regime unter Philippe Pétain näher als den FFL unter Charles de Gaulle. 1944 wurde die Allianz dem Bureau Central de Renseignements et d’Action und damit der FFL angeschlossen. Zwischen 1940 und 1944 gehörten der Allianz bis zu 3000 Menschen an, von denen etwa 1000 Mitglieder durch die Gestapo und andere deutsche Dienststellen verhaftet wurden. Mehr als 400 Mitglieder wurden durch die Deutschen hingerichtet.

## Geschichte
Das Netzwerk wurde nach der Niederlage Frankreichs im November 1940 unter dem Namen „Croisade“ (Kreuzzug) in der unbesetzten Vichy-Zone im Süden Frankreichs gegründet. Die Allianz bestand aus Angehörigen der oberen und mittleren Führungsschichten aus französischem Militär und Wirtschaft, die nationalistische und ultrakonservative Ansichten pflegten. Gründer und erster Führer der Allianz war der Offizier George Loustaunau-Lacau (1894–1955). Nach dessen Verhaftung wurde das Netzwerk durch Marie-Madeleine Fourcade geführt, die den Decknamen „Hérisson“ (Igel) trug.
Die Organisation zählte bis zu 3000 Mitglieder, zu mehr als einem Viertel Frauen. Haupttätigkeiten waren das Auskundschaften von geheimen Rüstungsfabriken in Deutschland sowie die Übermittlung von Nachrichten über Truppenbewegungen der Wehrmacht, über Fahrten von Versorgungsschiffen und U-Booten an die Alliierten. Mitglieder von Réseau Alliance stellten falsche Papiere her für politisch Verfolgte oder Juden zur Fluchthilfe oder zum Untertauchen in die Illegalität, halfen Gefährdeten über die Grenzen und unterstützten Familien von Verfolgten oder Inhaftierten.
12 Angehörige der Organisation wurden am 1. April 1944 in Karlsruhe hingerichtet. Sie waren wegen ihrer Zugehörigkeit zur Réseau Alliance Anfang 1943 in Marseille, Béziers und im Raum Toulouse verhaftet und in das Wehrmachtsgefängnis Fresnes bei Paris überführt worden. Von dort waren sie am 17. Dezember 1943 vor ein Militärgericht in Freiburg gebracht und zum Tode verurteilt worden. In der Nacht vom 1. auf den 2. September 1944 wurden auf Befehl von Helmut Schlierbach 106 Mitglieder der Allianz sowie 33 Mitglieder der „Groupe mobile Alsace-Vosges“ im KZ Natzweiler-Struthof hingerichtet. Ihre Leichen wurden im Krematorium des KZ verbrannt. Die verbliebenen Mitglieder der Réseau Alliance, die in sieben verschiedenen badischen Gefängnissen festgehalten wurden, wurden im November 1944 durch die Gestapo während der sogenannten „Schwarzwälder Blutwoche“ systematisch ermordet. Zu den Haupttätern gehörten Julius Gehrum und Karl Buck, die gemeinsam  mehr als 70 Mitglieder der Réseau Alliance ermordeten, unter anderem in Offenburg, Kehl, Rastatt-Plittersdorf, Pforzheim, Gaggenau und Bühl.

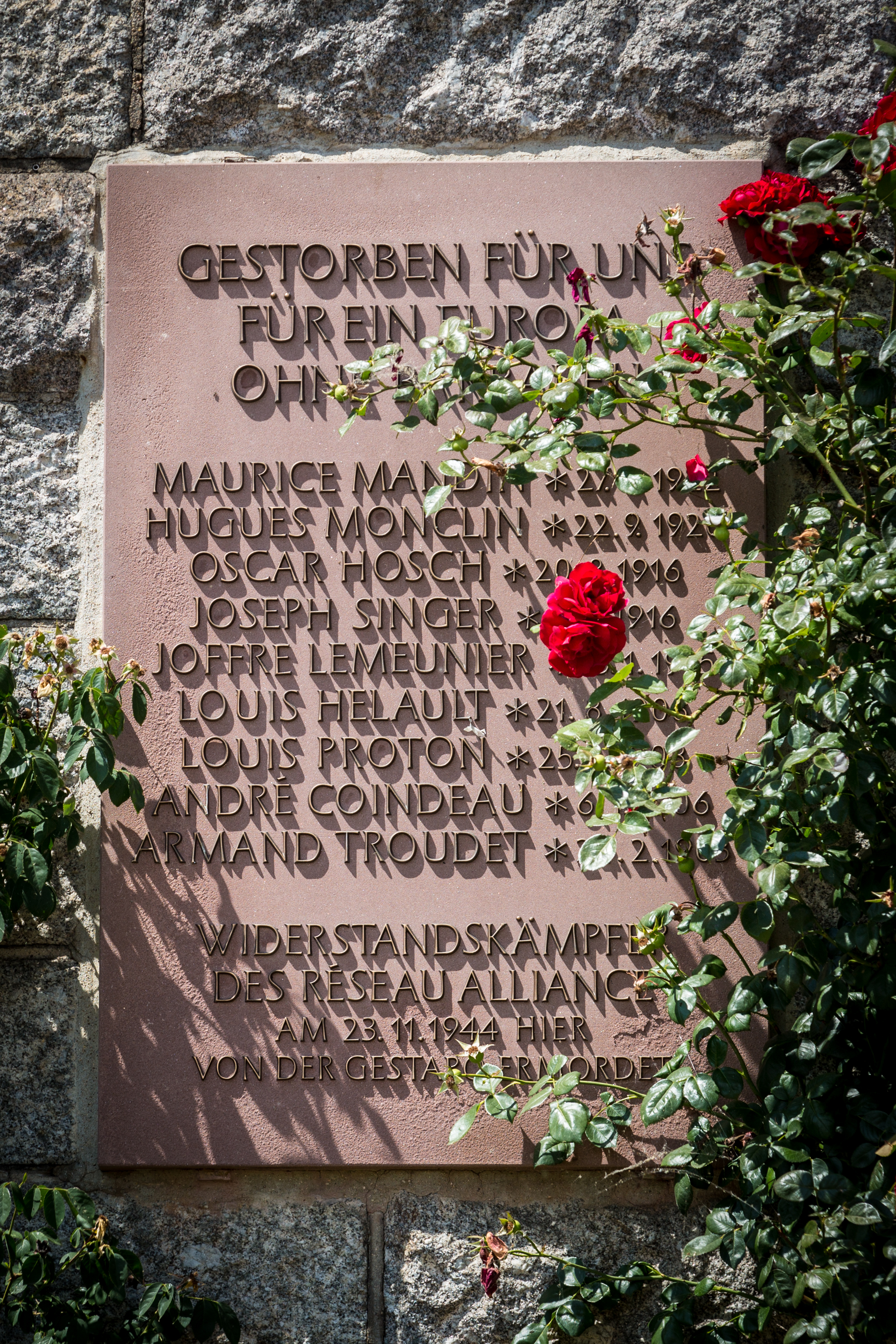
Gedenktafel in Kehl für die neun dort erschossenen Widerstandskämpfer